# Élections législatives togolaises de 2013
Les élections législatives togolaises de 2013 se sont déroulées le 25 juillet 2013. Après avoir été annoncées pour octobre 2012, elles sont repoussées au 21 juillet 2013, puis au 25 juillet.

## Mode de scrutin
L'Assemblée nationale est l'unique chambre du parlement monocaméral du Togo. Elle est composée de 91 sièges dont les membres sont élus pour cinq ans au scrutin proportionnel de liste dans trente circonscriptions de 2 à 10 sièges chacune. Le scrutin se tient avec des listes fermées paritaires comprenant deux fois plus de candidats que de sièges à pourvoir, et les résultats en voix conduisent à une répartition des sièges sans seuil électoral mais selon la méthode du plus fort reste.

## Résultats
|                           |                                            |           |       |        |               |  |  |  |  |
| Parti                     | Parti                                      | Votes     | %     | Sièges | +/–           |  |  |  |  |
|                           | Union pour la République (UNIR)            | 880 608   | 46,55 | 62     | 12            |  |  |  |  |
|                           | Collectif Sauvons le Togo (CST)            | 544 592   | 28,79 | 19     | Nv.           |  |  |  |  |
|                           | Coalition Arc-en-ciel (en)                 | 204 143   | 10,79 | 6      | 2             |  |  |  |  |
|                           | Union des forces de changement (UFC)       | 145 359   | 7,68  | 3      | 24            |  |  |  |  |
|                           | Convergence patriotique panafricaine (CPP) | 15 602    | 0,82  | 0      | en stagnation |  |  |  |  |
|                           | Nouvel engagement togolais (NET)           | 14 225    | 0,75  | 0      | Nv.           |  |  |  |  |
|                           | Autres partis                              | 66 171    | 3,50  | 0      | -             |  |  |  |  |
|                           | Indépendants                               | 14 360    | 0,80  | 1      | 1             |  |  |  |  |
|                           |                                            |           |       |        |               |  |  |  |  |
| Votes valides             | Votes valides                              | 1 891 773 | 94,06 |        |               |  |  |  |  |
| Votes blancs et invalides | Votes blancs et invalides                  | 119 430   | 5,94  |        |               |  |  |  |  |
| Total                     | Total                                      | 2 011 203 | 100   | 91     | 10            |  |  |  |  |
| Abstention                | Abstention                                 | 1 033 129 | 33,94 |        |               |  |  |  |  |
| Inscrits / participation  | Inscrits / participation                   | 3 044 332 | 66,06 |        |               |  |  |  |  |